# Rivière du Sault Plat
Pour les articles homonymes, voir Rivière du Sault.
La rivière du Sault Plat est un affluent de la rive nord du fleuve Saint-Laurent, coulant dans la municipalité de Rivière-au-Tonnerre, dans la municipalité régionale de comté de la Minganie, dans la région administrative de la Côte-Nord, dans la province de Québec (Canada).

## Géographie
Le cours de la rivière du Sault Plat descend du nord, entre la rivière au Bouleau (situé du côté ouest) et la rivière Tortue (situé du côté est).
La rivière du Sault Plat prend sa source au lac Butereau puis coule vers le sud à travers le lac Grace et le lac Delaunay (longueur: 8,6 km; altitude: 148 m), dans la partie ouest de la municipalité de Rivière-au-Tonnerre. Ce lac encaissé entre les montagnes est alimenté notamment par neuf décharges de lacs ou ruisseaux.
L'embouchure du lac Delaunay est située à:
- 69,7 km au nord-est du centre-ville de Sept-Îles;
- 9,6 km au nord de l'embouchure de la rivière du Sault Plat;
- 48,9 km au sud-ouest du centre du village de Rivière-au-Tonnerre[3].

À partir du lac Delaunay, le cours de la rivière du Sault Plat descend sur 11,9 km, avec une dénivellation de 148 m, selon les segments suivants:
- 3,2 km vers le sud-est dans un élargissement de la rivière sur 0,6 km, puis traversant le lac Tête de Loon (longueur: 2,4 km; altitude: 145 m) sur 2,1 km en tournant vers le sud au milieu du lac après avoir contourner une presqu'île rattachée à la rive ouest, jusqu'à son embouchure;
- 2,6 km vers le sud notamment en traversant le lac Plat (longueur: 0,6 km; altitude: 140 m), jusqu'à un coude de rivière correspondant à la décharge d'un ensemble de lacs (venant du nord-ouest);
- 6,1 km vers le sud (légèrement vers l'est sur la première moitié du segment), en recueillant trois ruisseaux du côté est, descendant la montagne dans le dernier 1,4 km pour aller passer sous le pont de la route 138 en fin de segment, jusqu'à son embouchure[3].

La rivière du Sault Plat se déverse sur rive nord-ouest de l'estuaire maritime du Saint-Laurent. Cette confluence est située à:
- 197 km au sud-ouest du centre du village de Havre-Saint-Pierre;
- 47,2 km au sud-ouest du centre du village de Rivière-au-Tonnerre;
- 83,4 km au nord-est du centre-ville de Sept-Îles[3].

Le bassin hydrographique allongé s'étend du NNO à SSE avec une longueur de 27 km et une largeur maximale de 5 km. De plus, 7,9% du bassin se trouve sur le territoire non organisé de Rivière-Nipissis dans la Municipalité régionale de comté (MRC) de Sept-Rivières. Le reste est dans la MRC Minganie, divisée entre le territoire non organisé de Lac-Jérôme (67,5%) et la municipalité de Rivière-au-Tonnerre (24,6%).

## Site géologique de la Rivière-du-Sault-Plat
Un site géologique exceptionnel situé à 45 km à l'ouest du centre du village de Rivière-au-Tonnerre, en Minganie, s'étend sur plus de 5 km2. D'une forme rectangulaire, il s'étire sur 5 km au nord de la route 138. Ce site est surtout constitué par le lit de la rivière du Sault Plat. Il comporte une auge creusée naturellement sous l'effet de la dernière grande glaciation, qui s'est terminée, il y a environ 10 000 ans avant notre ère.
Cette auge naturelle comporte des cannelures soient de larges sillons creusés par un glacier et par les roches entraînés par la force des glaces. Ces cannelures sont suivies par le courant de cette rivière qui traverse des cascades sur le dernier kilomètre. Leur orientation correspond à celle du retrait du glacier, qui devait avoir sur ce site une épaisseur estimée à au moins 3 km,.

## Toponymie
La rivière ne figure point sur les cartes par Gustave Rinfret (1913) ou Edgar Rochette (1927). Ce toponyme parait officiellement pour la première fois en 1969 dans le Répertoire géographique du Québec.
Le toponyme « rivière du Sault Plat » a été officialisé le 5 décembre 1968 à la Banque de noms de lieux de la Commission de toponymie du Québec.